# 戈雷尼亞村
戈雷尼亞村（斯洛維尼亞語： 發音：[ɡɔˈɾeːnja ˈʋaːs]），是斯洛維尼亞戈雷尼亚村-波利亚内市镇的聚居地及其行政中心，位于上卡尼奧拉地區索拉河谷。

## 宗教遺產
堂區教堂主要紀念施洗者聖約翰的殉難。它的歷史可以追溯到17世紀下半葉，建在一個較小的小教堂遺址上。它在18世紀改建，當時中殿被擴建，小教堂被圍起來，現在的鐘樓和主正面被創造出來。大約1700年的繪畫裝飾了教堂中殿和神父宅邸。主祭壇是晚期巴洛克風格；它已經過多次施工，並有 Janez Wolf（1825–1884年）和 Matija Bradaška（1852–1915年）的畫作。

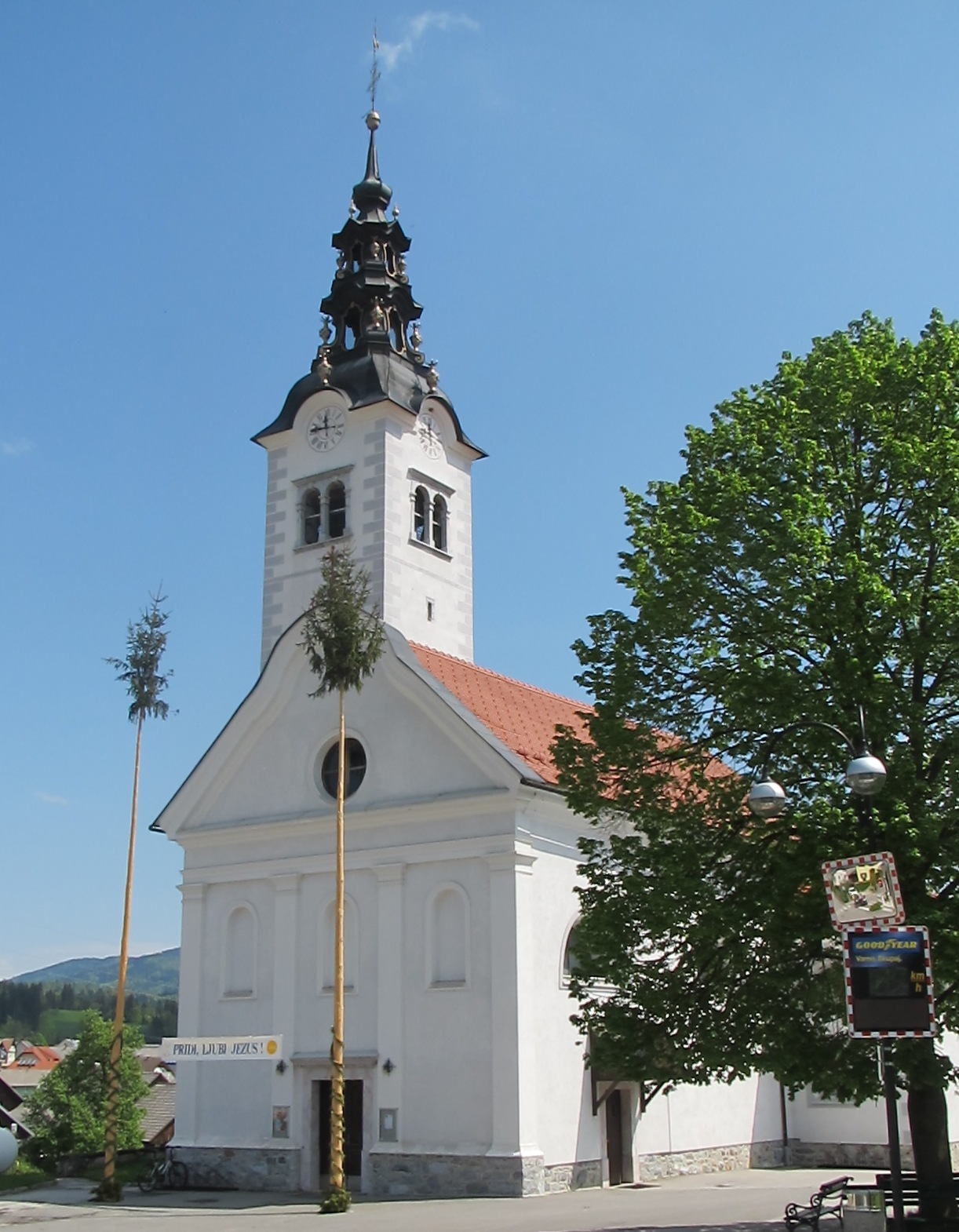
施洗者聖約翰教堂
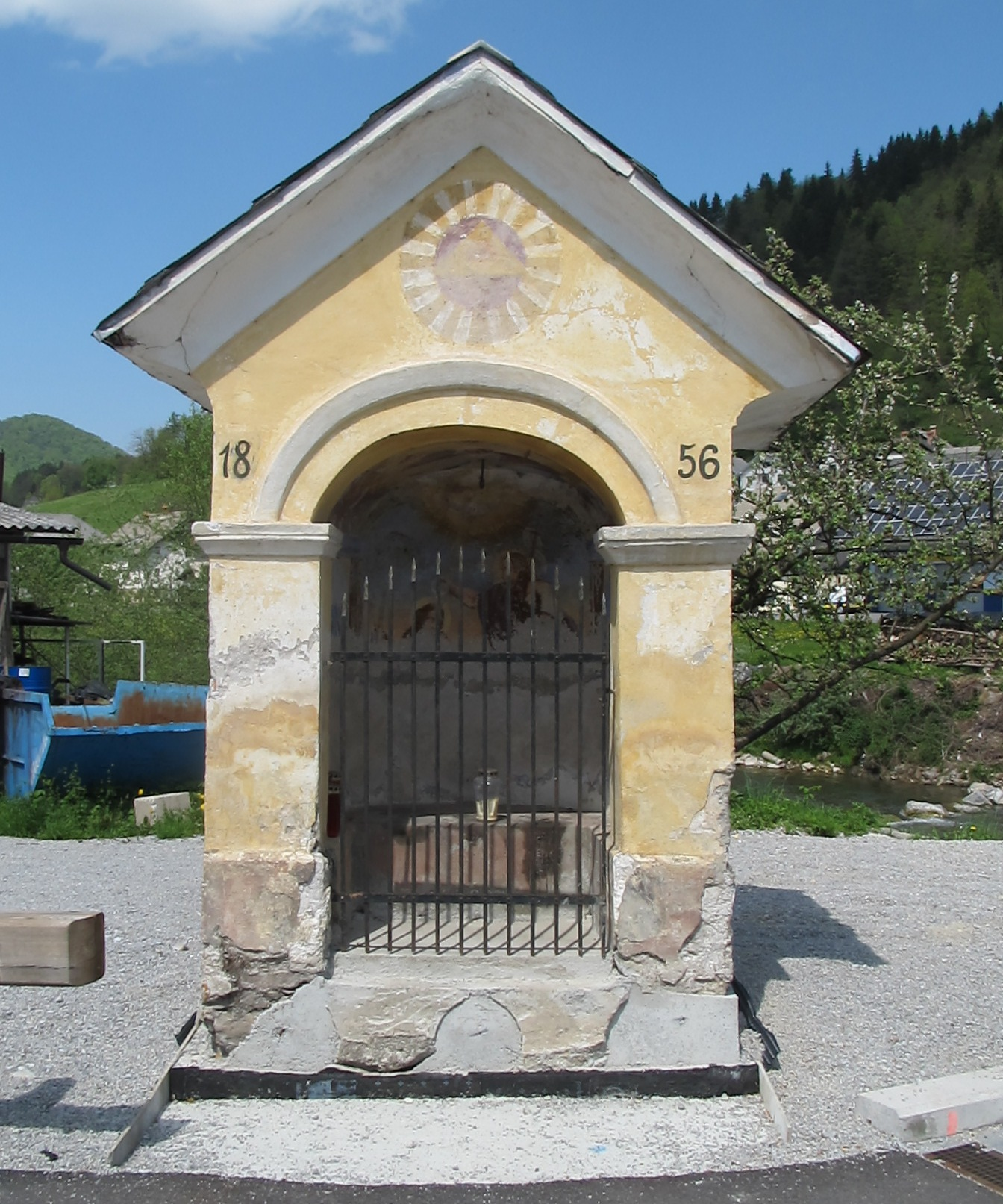
波利亞內索拉河南岸的路邊神龕
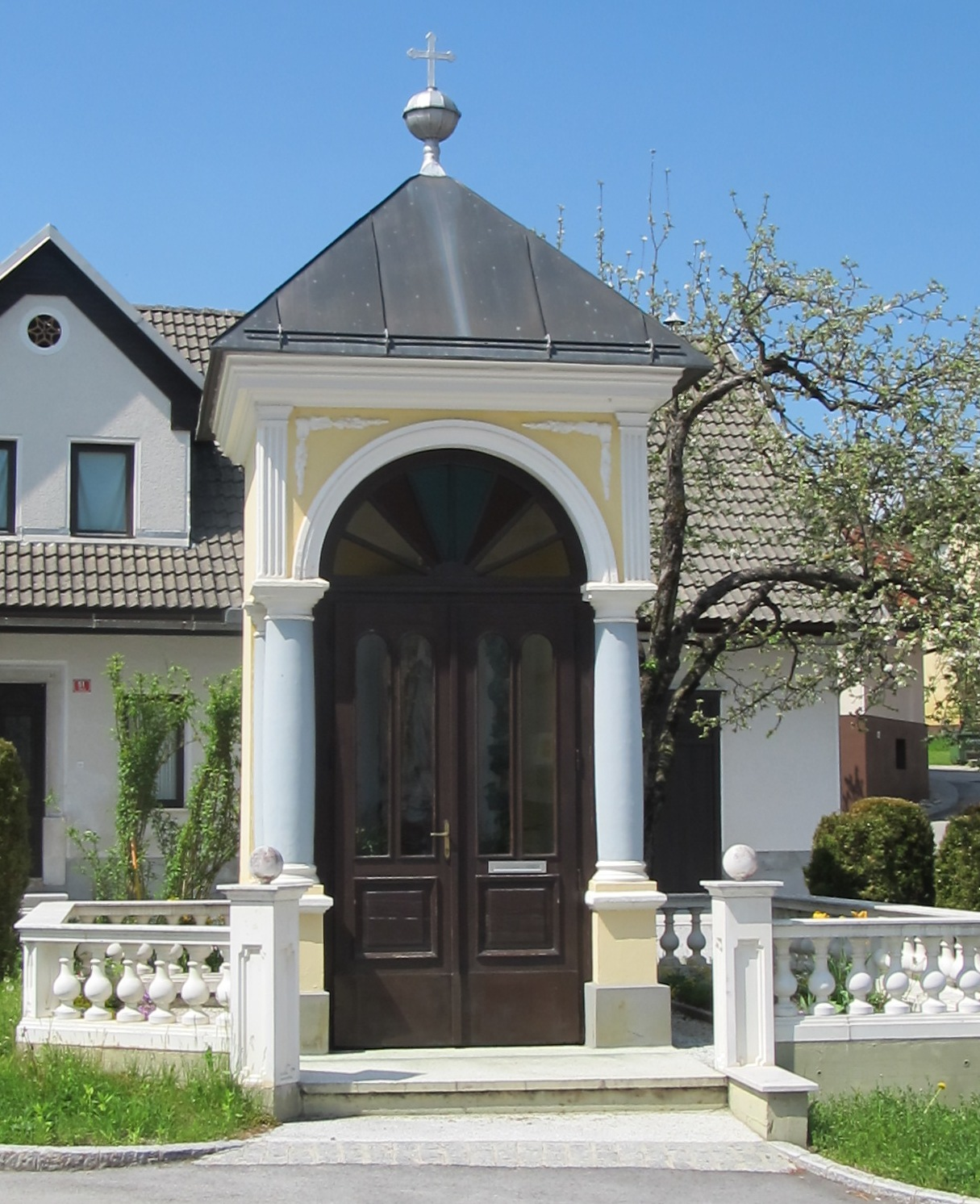
教區教堂對面的路邊神龕

## 名人
- 伊萬·雷根（1868–1947年），生物學家，出生於轄區內的小村落 Lajše[6]

## 外部連結
- Gorenja Vas on Geopedia （页面存档备份，存于）